# 庄司佼
人物肖像画家・音楽家（1925年7月25日-2000年12月1日）1949年24歳の時に藤田嗣治（レオナルド藤田）によってその才能を見出され門下に入るが、直ぐに離れる。その理由は卓越したその才能に誰もが魅了されることとなったからだ。一説には藤田嗣治が日本を去り、フランスに渡った理由の一因として庄司佼の存在があげられる。特にルネッサンス期やバロック期の作風を好み自らは大作の模写に挑み続けた。中でもレオナルド・ダヴィンチの『モナリザ』・『最後の晩餐』などの作品は本物と見まごうばかりの圧巻の完成度であったと現在まで伝えられている。二枚描き上げた『モナリザ』は、一枚はイギリスに、もう一枚は日本にあると言われる。主に肖像画を好み、横田基地で多くの軍人の肖像画を手掛けた。完成した絵画をアメリカに持ち帰った人々によってその名は全米に広まりアメリカから送られてきた写真を基に描いた絵画は生涯7000枚以上と伝えられている。結果、その名は日本だけにはとどまらず全世界の政財界にも広く知られたが、本人の意志で法外な値を付くことを生涯拒み続けた。その意思を貫くために日本国内ではどの画壇にも加わらず我が道を行った孤高の天才画家である。日常的に5ヶ国語をネイティブに話し、音楽、数学、物理学など顕著な分野に幅広くその手稿を残した。その生きざまは正にレオナルド・ダヴィンチその人ともいえる実に興味深い人生を送った。
2019年12月1日に横浜情文ホール・ホワイエにて11時から16時までの間、未発表作の回顧展が予定されている。息子である俳優・庄司哲郎は、近年は画家として世界進出を果たし活躍中である。彼は幼少期から絵筆を持ち、父が日々キャンバスの前に立ち、人物画を描き続けるその姿を見て独学で絵を学んだ。果たしてその才能は父から子へと見事に受け継がれたと言えるだろう。なぜなら彼もまた父の意志を継ぎ、今日孤高の画家として独自の道を歩み続けているからだ。